# Philippa Boyens
Philippa Jane Boyens (Auckland, 1962) è una sceneggiatrice e produttrice cinematografica neozelandese, conosciuta per aver co-sceneggiato insieme a Peter Jackson e Fran Walsh le trilogie de Il Signore degli Anelli e de Lo Hobbit, dirette entrambe da Jackson.
Insieme a Jackson e Walsh ha vinto nel 2004 il premio Oscar per la miglior sceneggiatura non originale per Il Signore degli Anelli - Il ritorno del re. Dall'uscita di King Kong (2005) è co-produttrice di tutti i film di Jackson e di District 9 di Neill Blomkamp.
Ha inoltre scritto il testo di alcune canzoni per Il Signore degli Anelli e Lo Hobbit.

## Biografia
Boyens frequenta come studentessa part-time l'Università di Auckland, ottenendo un Bachelor of Arts in Inglese e Storia nel 1994. Nel 2006 ha ricevuto un premio al merito dall'università.
Prima di dedicarsi al cinema ha lavorato in teatro come produttrice e sceneggiatrice. Ha anche diretto per qualche tempo la New Zealand Writers Guild. 
Ha tre figli, Phoebe e Calum (avuti con l'attore Paul Gittins) e Isaac Miller. Il figlio Calum ha interpretato Haleth nel Signore degli Anelli - Le due torri.

## Filmografia

### Sceneggiatrice
- Il Signore degli Anelli - La Compagnia dell'Anello (The Fellowship of the Ring), regia di Peter Jackson (2001)
- Il Signore degli Anelli - Le due torri (The Two Towers), regia di Peter Jackson (2002)
- Il Signore degli Anelli - Il ritorno del re (The Return of the King), regia di Peter Jackson (2003)
- King Kong, regia di Peter Jackson (2005)
- Amabili resti (The Lovely Bones), regia di Peter Jackson (2009)
- Lo Hobbit - Un viaggio inaspettato (The Hobbit: An Unexpected Journey), regia di Peter Jackson (2012)
- Lo Hobbit - La desolazione di Smaug (The Hobbit: The Desolation of Smaug), regia di Peter Jackson (2013)
- Lo Hobbit - La battaglia delle cinque armate (The Hobbit: The Battle of the Five Armies), regia di Peter Jackson (2014)
- Macchine mortali (Mortal Engines), regia di Christian Rivers (2018)

### Produttrice
- King Kong (2005), regia di Peter Jackson
- District 9 (2009), regia di Neill Blomkamp
- Amabili resti (The Lovely Bones) (2009), regia di Peter Jackson
- Lo Hobbit - Un viaggio inaspettato (The Hobbit: An Unexpected Journey), regia di Peter Jackson (2012)
- Lo Hobbit - La desolazione di Smaug (The Hobbit: The Desolation of Smaug), regia di Peter Jackson (2013)
- Lo Hobbit - La battaglia delle cinque armate (The Hobbit: The Battle of the Five Armies), regia di Peter Jackson (2014)
- Macchine mortali (Mortal Engines), regia di Christian Rivers (2018)
- Il Signore degli Anelli - La guerra dei Rohirrim (The Lord of the Rings - The War of the Rorrhim), regia di Kenji Kamiyama (2024)

## Riconoscimenti
- 2004 – Premio Oscar
  - Miglior sceneggiatura non originale per Il Signore degli Anelli - Il ritorno del re

- 2015 – Saturn Award[4]
  - Candidatura per la miglior sceneggiatura per Lo Hobbit - La battaglia delle cinque armate